# 1994 en Lorraine
Chronologie de la Lorraine
- 1990
- 1991
- 1992
- 1993
- 1994
- 1995
- 1996
- 1997
- 1998

Cette page est une liste d'événements qui se sont produits durant l'année 1994 en Lorraine.

## Événements

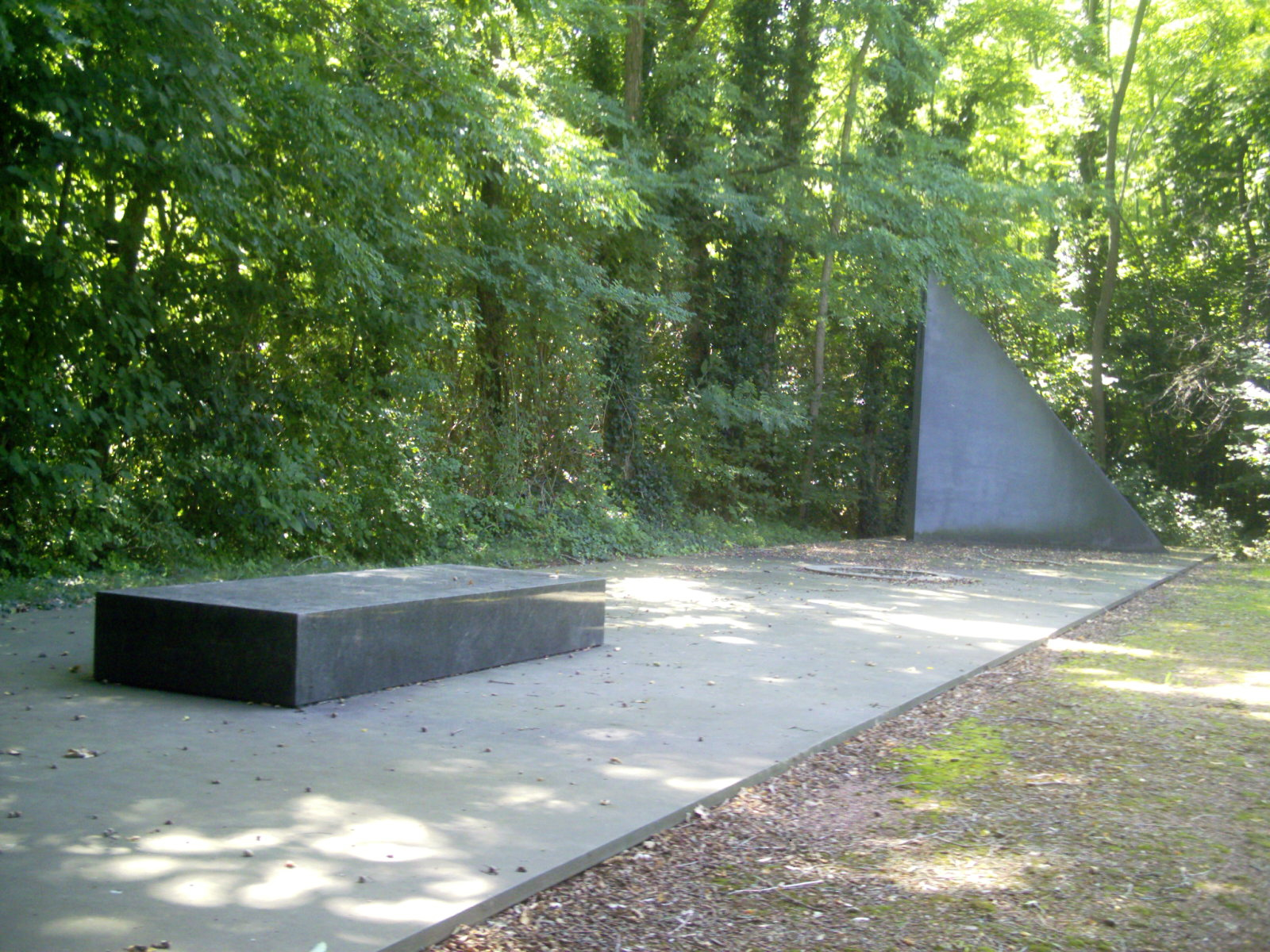
Monument du groupe Lorraine 42

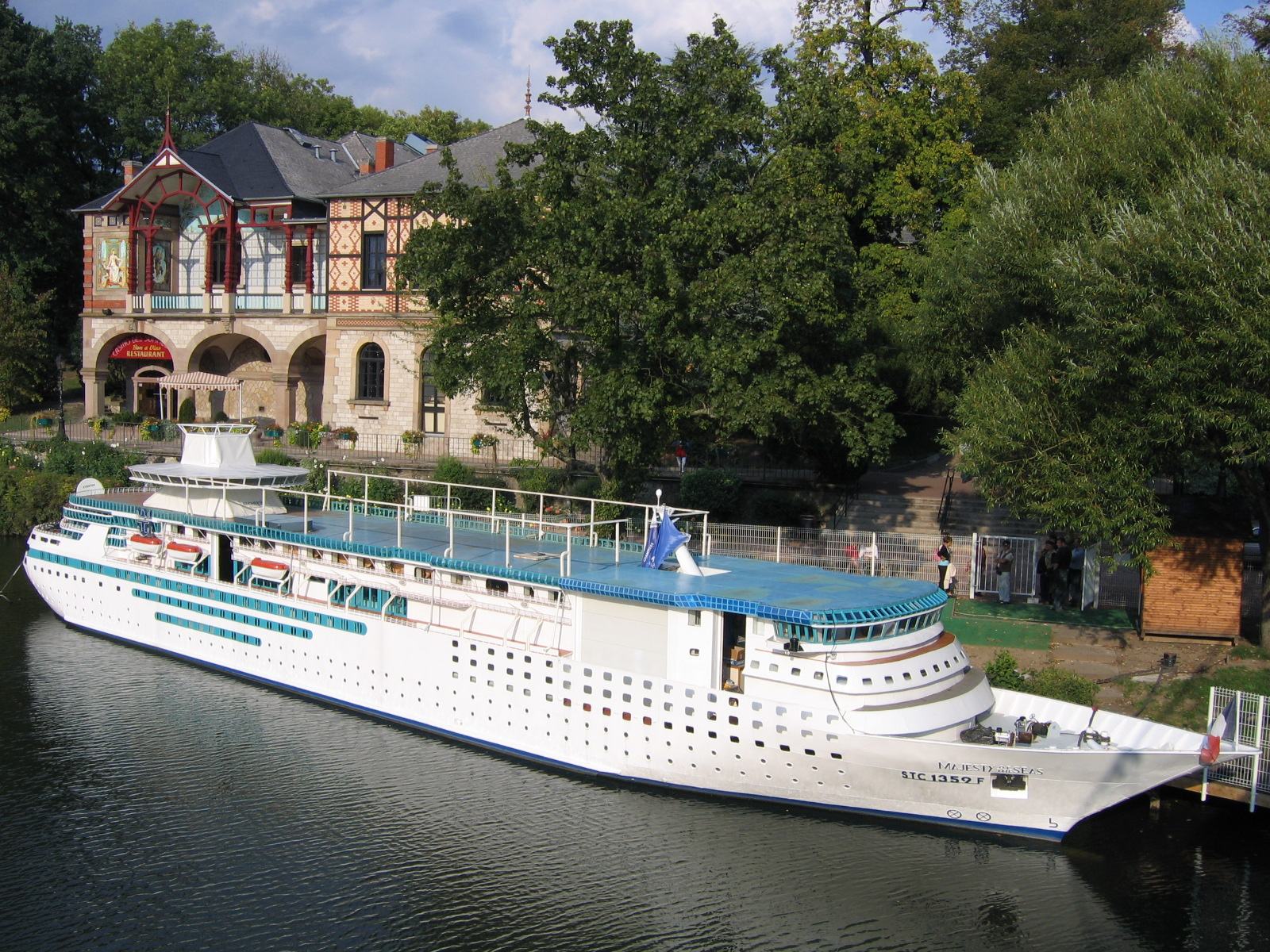
le "Majesty of the Seas" (mini), à Sarreguemines en 2005

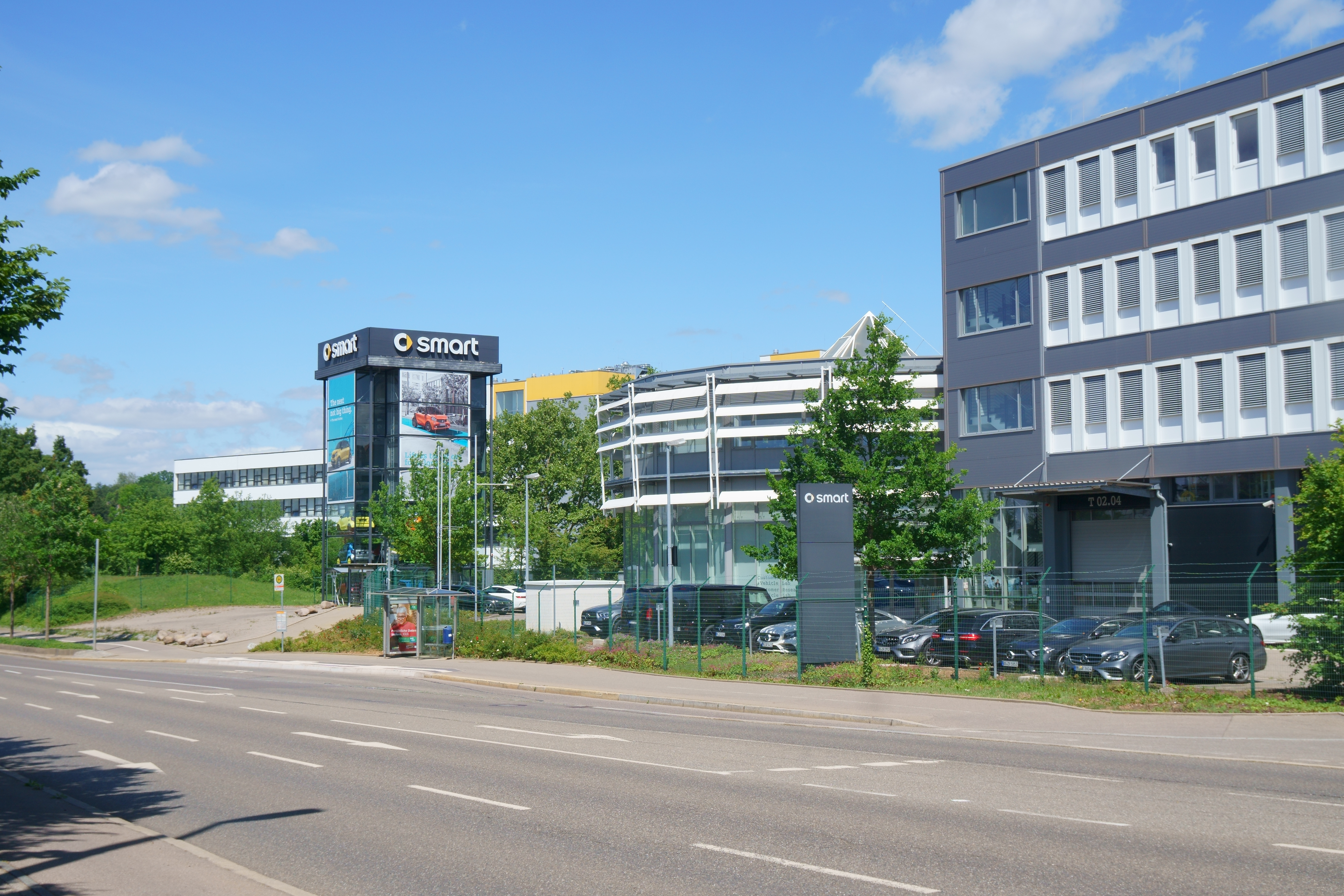
Smart

- Érection du Monument du Groupe Lorraine 42 (GL42)[1].
- Metz reçoit de grand prix européen du fleurissement[2].
- Jacques Rousselot prend la présidence de l'ASNL[3].
- Fondation  de l'association Le pays du chalot au Val d'Ajol[4].
- L'ASPTT Metz remporte le titre national de handball féminin ainsi que la Coupe de France de Handball Féminin[5].
- Des travaux de restauration de l’Opéra de Nancy sont entrepris, l’objectif étant de recréer à l’identique la salle telle qu’elle était le jour de son inauguration, 80 ans auparavant.
- La chaîne de télévision M6 lance un décrochage quotidien de six minutes 6 Minutes Nancy.
- François Zanella, ancien mineur passionné de navires depuis qu'il a vu le lancement du paquebot France, commence la construction du Majesty of the Seas dans son jardin de Morsbach en Moselle à plus de 500 km de toute mer. C'est un modèle réduit au 1/8 du navire de croisière Majesty of the Seas de la compagnie Royal Caribbean. Il mettra onze ans pour construire sa « maquette » en tôle d'acier de 102 tonnes[6].
- Création du groupe Kronos[7] à Épinal par Grams, Marot, Jérémy et Mike, alors respectivement âgés de 14, 17, 17 et 13 ans.. C'est un groupe de brutal death metal français, originaire d'Épinal, dans le département des Vosges. Le nom  est une référence au titan Kronos, le père de Zeus dans la mythologie grecque. Une particularité de Kronos est que les paroles sont principalement axées sur des mythes et sujets historiques comme la Rome antique, la Grèce antique, les royaumes barbares, la Scandinavie, l'Égypte, etc.
- Tournage à Metz du film Lothringen ! de Danièle Huillet[8]
- Tournage à Nancy du film Une femme française, de Régis Wargnier, avec Emmanuelle Béart, Daniel Auteuil, Jean-Claude Brialy, et Samuel Le Bihan.

- février : création du Festival international du film fantastique de Gérardmer[2],[9]  consacré au cinéma fantastique, et qui se tient chaque année depuis.
- 21 mars : le site de Gombervaux est classé au titre des Monuments historiques[10],[11].
- 7 au 8 mai : Philippe Kruger et Philippe Souchal remportent le rallye de Lorraine sur une Toyota Celica[12].
- Juillet : installation du Centre mondial de la paix dans l'ancien palais épiscopal de Verdun[2].
- Août 1994 : Nathalie Kirch est élue reine de la mirabelle[13].
- 30 septembre, 1 et 2 octobre : Festival international de géographie, à Saint-Dié-des-Vosges, sur le thème : Régions et mondialisation.
- 20 décembre : décision de construire l'usine d'assemblage de la Smart en Lorraine, à Hambach[14].

## Inscriptions ou classements aux titre des monuments historiques

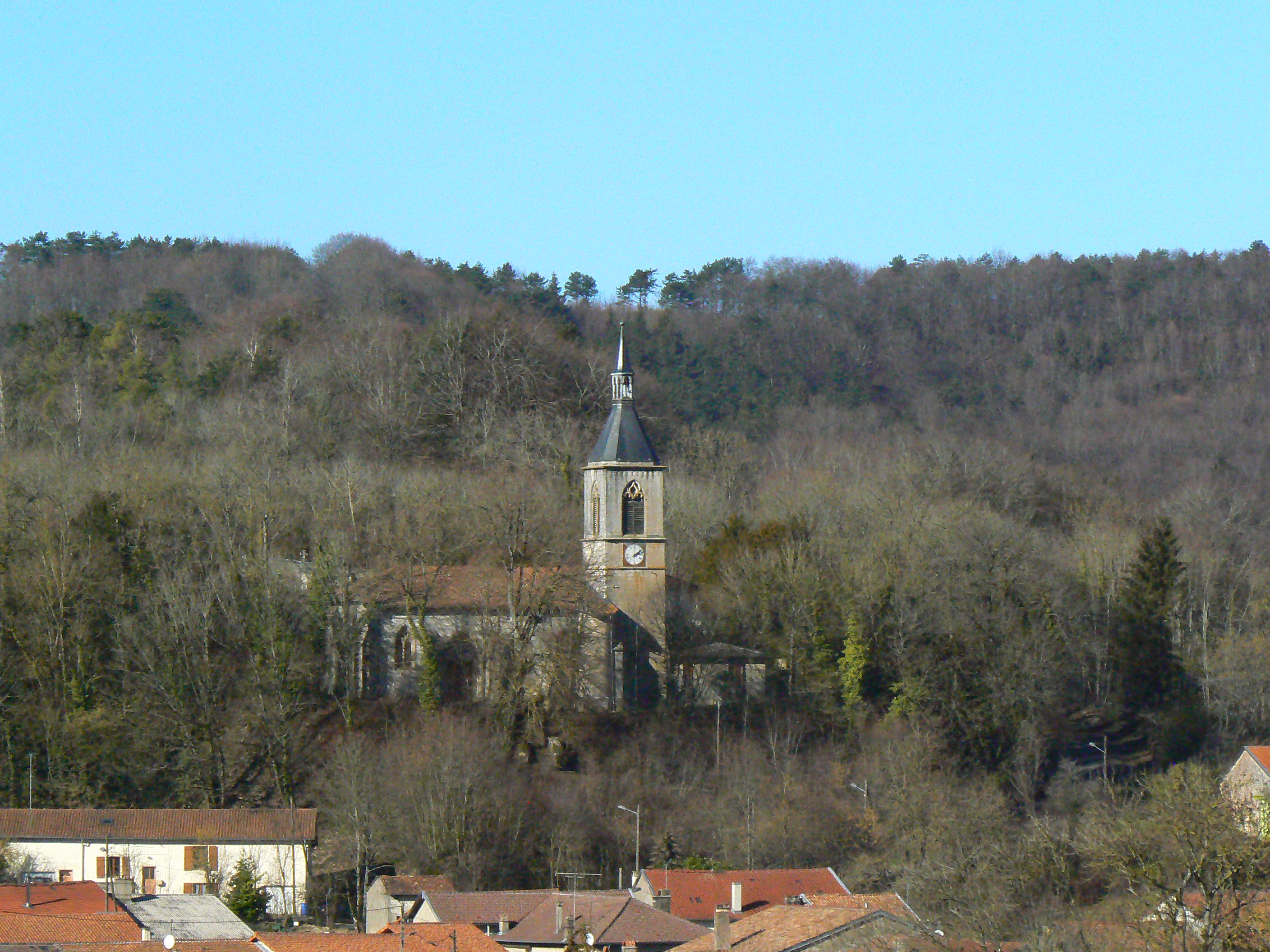
Eglise Saint-Pierre et Saint-Paul de Creuë

- En Meurthe-et-Moselle : Château de Blâmont[15]; Hôtel Lang à Nancy[16]; Maison Geschwindenhamer à Nancy [17]; Villa Les Glycines à Nancy[18]; Banque Charles Renauld à Nancy[19]; Maison Gaudin à Nancy[20]; Immeuble Weissenburger à Nancy[21]; Villa Lang à Nancy[22]; Immeuble, 4 rue des Dominicains à Nancy[23]; Maison et Atelier Vallin à Nancy[24]; Maisons Huot à Nancy[25]; Chambre de commerce et d'industrie de meurthe-et-moselle à Nancy[26]; Ancien magasin Vaxelaire et Pignot à Nancy[27]; Villa Marguerite à Nancy[28]; Immeuble Aimé à Nancy[29]; Maison Spilmann à Nancy[30]; imprimerie Royer à Nancy[31]

- En Meuse : Site archéologique de Boviolles[32], Église Saint-Michel de Condé-en-Barrois[33], Château de Lisle[34], Église Saint-Martin de Malaumont[35], Fort de Troyon[36], Église Saint-Médard de Rancourt-sur-Ornain[37], Nasium[38], Église Saint-Mathieu de Stainville[39], Château de Gombervaux[40], Église Saint-Pierre et Saint-Paul de Creuë[41].

- En Moselle : Château du Grand-Arnsbourg[42], Château de Hombourg-Budange[43], Maison-forte de Louvigny[44], Église Saint-Pierre de Mey[45], Faïencerie de Niderviller[46], Château de Rahling[47]

- Dans les Vosges : Château de Beaufremont[48], Église Sainte-Libaire de Grand[49], Abbaye Saint-Hydulphe de Moyenmoutier[50], Châteaux des princes de Salm-Salm[51], Église Saint-Martin de Vrécourt[52]

## Naissances

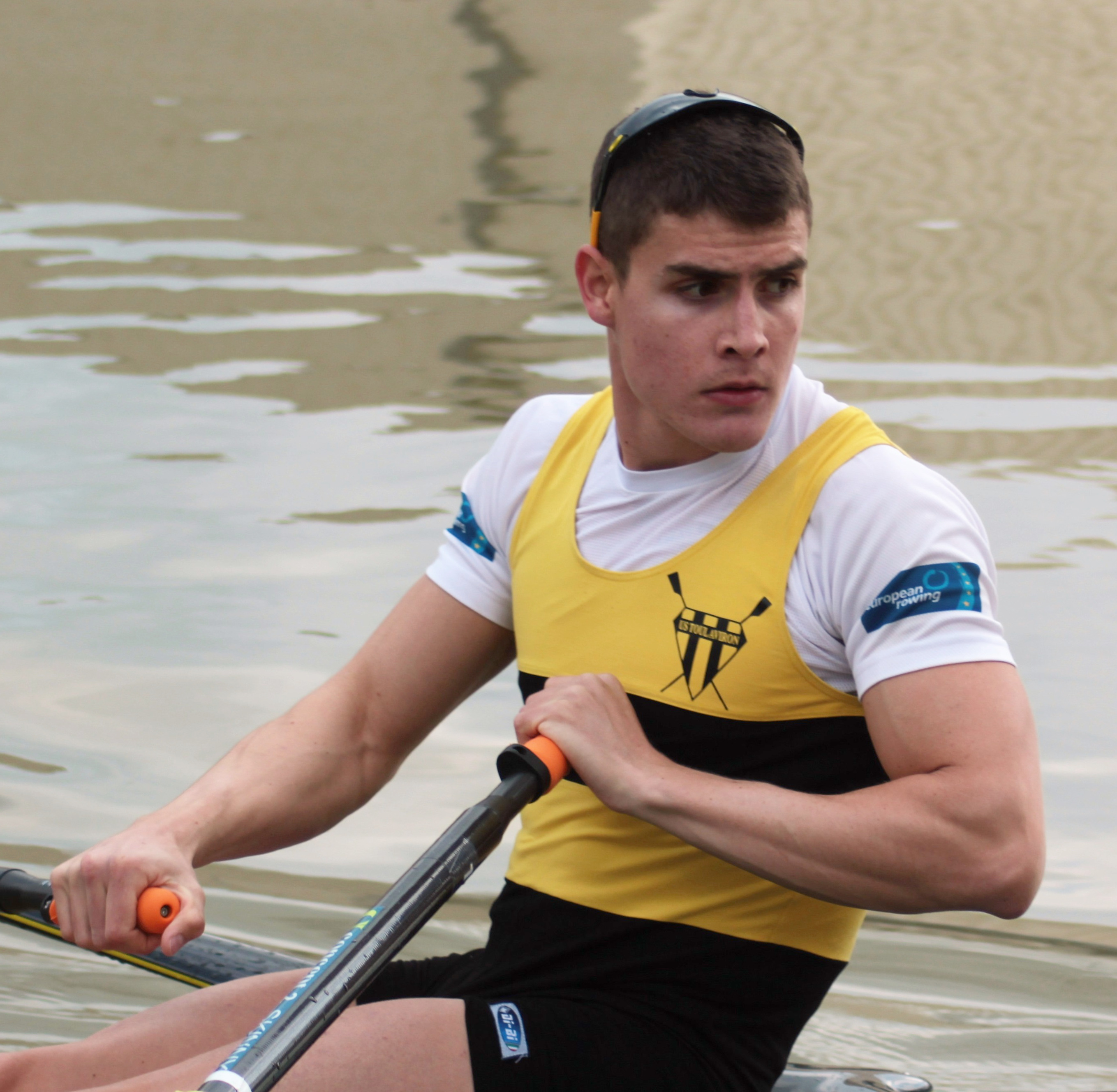
Pierre Houin

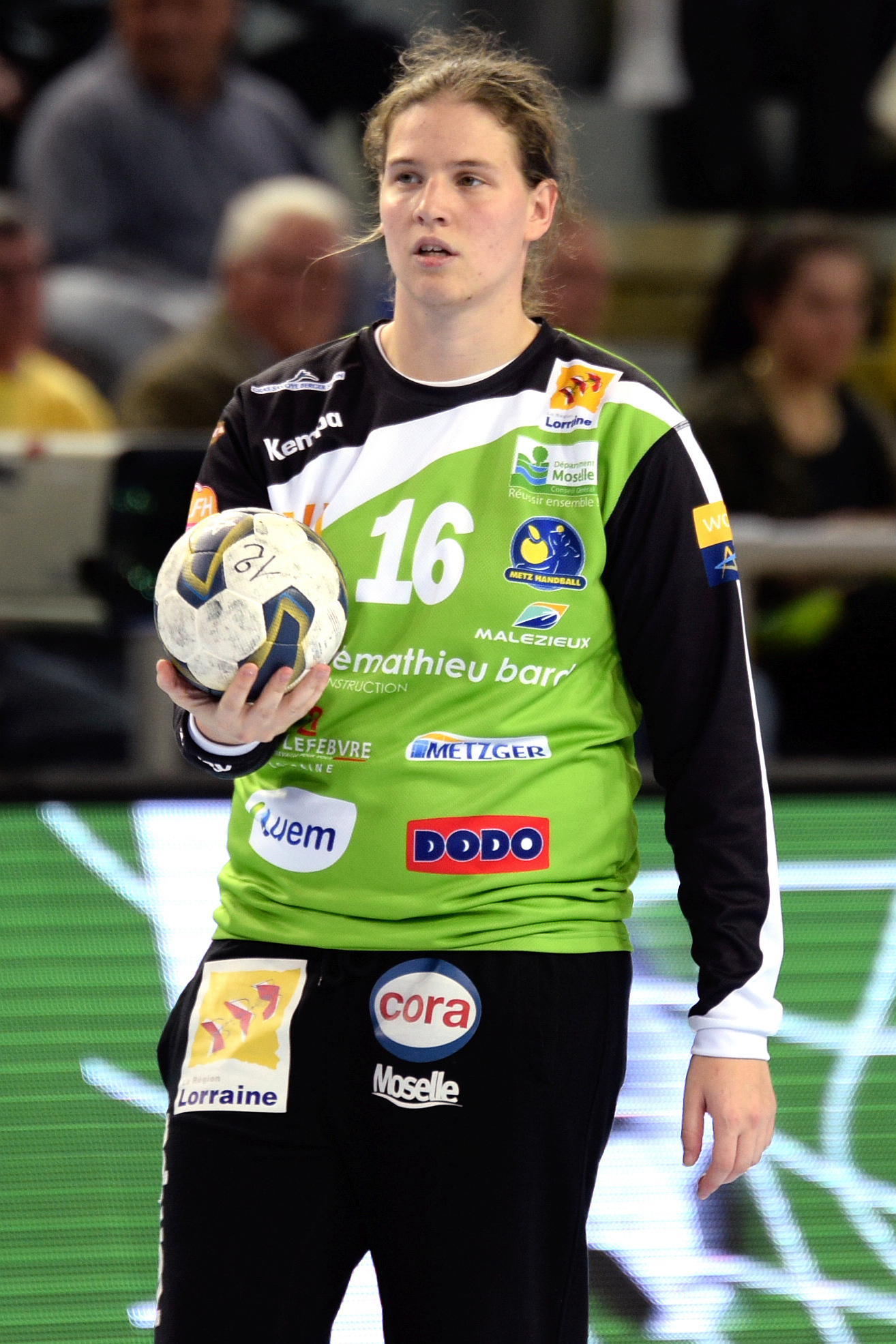
Déborah Dangueuger

- Victoria Mandefield, née en 1994 dans les Vosges, ingénieure et entrepreneuse sociale française[53].
- 4 mars à Épinal : Antoine Bonvalot, gardien de but professionnel français de hockey sur glace[54].
- 8 mars à Verdun : Ophélie Guillermand, mannequin française.
- 20 mars à Saint-Dié-des-Vosges : Julia Clair, sauteuse à ski française licenciée au ski club de Xonrupt[55] dont la carrière sportive a débuté en 2007 au niveau international. Au cours de sa carrière, elle a pris part aux Jeux olympiques de 2014 avec une 19e place et aux Championnats du monde 2013 avec une 35e place.
- 25 mars à Bar-le-Duc : Félix Bour, athlète français.
- 15 avril à Toul : Pierre Houin est un rameur français comptant notamment un titre européen, un titre mondial[56] et un titre olympique.
- 16 avril à Laxou : Thomas Antoine[57], archer français.
- 28 avril à Metz : Déborah Dangueuger, joueuse française de handball, évoluant au poste de gardienne de but.
- 2 mai à Sarreguemines : Yasin Ozay, lutteur gréco-romain français.
- 6 octobre à Bitche : Romane Munich, footballeuse française évoluant au poste de gardienne de but à l'ASJ Soyaux.
- 19 octobre
  - à Forbach : Saifedine Alekma[58], lutteur français.
  - à Nancy : Dior Delophont, athlète française, spécialiste du saut en hauteur et du triple saut. À 17 ans elle est partie faire ses études à l'université d'État de Kent (Ohio)[59] en pratiquant sa discipline avec les Golden Flashes de Kent State[60].
- 20 novembre à Thionville : Victor Angeletti, footballeur français international de football de plage .
- 22 décembre à Épinal : Fabien Claude, biathlète français. Il a deux frères eux aussi biathlètes, Florent et Émilien.

## Décès
- 2 décembre à Longeville-les-Metz :  Pierre Kédinger, né le 27 mars 1921 à Sierck-les-Bains , avocat et homme politique français.